# Si tu aimes ma musique
Si tu aimes ma musique is een nummer van Stella. Het was tevens het nummer waarmee ze België vertegenwoordigde op het Eurovisiesongfestival 1982 in de Britse stad Harrogate. Daar werd ze uiteindelijk vierde met 96 punten. De muziek werd gecomponeerd door Fred Bekky die samen met Bob Baelemans ook optrad in het achtergrondkoor.

## Resultaat
| Plaats | Land        | Artiest      | Titel                  | Punten |
| ------ | ----------- | ------------ | ---------------------- | ------ |
| 3      | Zwitserland | Arlette Zola | Amour on t'aime        | 97     |
| 4      | België      | Stella       | Si tu aimes ma musique | 96     |
| 5      | Cyprus      | Anna Vissi   | Mono I agapi           | 85     |